# Contea di Greene (Pennsylvania)
La contea di Greene (in inglese Greene County) è una contea dello Stato della Pennsylvania, negli Stati Uniti. La popolazione al censimento del 2000 era di 40 672 abitanti. Il capoluogo di contea è Waynesburg.

## Geografia
La contea si trova nel sud-ovest dello Stato, al confine con la Virginia Occidentale. La contea è costituita da una regione collinare. Il confine est è formato dal fiume Monongahela.

### Contee confinanti
- Contea di Washington - nord
- Contea di Fayette - est
- Contea di Monongalia (Virginia Occidentale) - sud
- Contea di Wetzel (Virginia Occidentale) - sud-ovest
- Contea di Marshall (Virginia Occidentale) - ovest

## Storia
La contea fu creata nel 1796 da parte della contea di Washington e fu chiamata così in onore del generale Nathanael Greene.

## Centri abitati[4]

### Borough
- Carmichaels
- Clarksville
- Greensboro
- Jefferson
- Rices Landing
- Waynesburg

### Township
- Aleppo
- Center
- Cumberland
- Dunkard
- Franklin
- Freeport
- Gilmore
- Gray
- Greene
- Jackson
- Jefferson
- Monongahela
- Morgan
- Morris
- Perry
- Richhill
- Springhill
- Washington
- Wayne
- Whiteley

### CDP
- Bobtown
- Brave
- Crucible
- Dry Tavern
- Fairdale
- Mapletown
- Mather
- Morrisville
- Mount Morris
- Nemacolin
- New Freeport
- Rogersville
- West Waynesburg
- Wind Ridge